# Nonciature apostolique à Djibouti
 (juillet 2025).
Le contenu est difficilement compréhensible vu les erreurs de traduction, qui sont peut-être dues à l'utilisation d'un logiciel de traduction automatique.
La nonciature apostolique à Djibouti  constitue la représentation officielle du Saint-Siège à Djibouti, où réside le nonce apostolique. C'est un poste diplomatique du Saint-Siège, dont le représentant est appelé nonce apostolique avec rang d'ambassadeur. Le titre de nonce apostolique à Djibouti est confié au prélat nommé nonce apostolique en Éthiopie (en), qui réside dans ce pays.
Le pape Jean-Paul II établit la délégation apostolique à Djibouti le 26 mars 1992, dans le cadre d’une réorganisation plus large de la représentation du Saint-Siège dans la région. Auparavant, les intérêts du Saint-Siège dans cette zone relevaient de la délégation apostolique pour la région de la mer Rouge,.

## Liste des représentants pontificaux
Délégués apostoliques
- Patrick Coveney (26 mars 1992 - 27 avril 1996), également archevêque titulaire de Satrianum (de)

Nonces apostoliques
- Silvano Maria Tomasi (23 décembre 2000 - 10 juin 2003), également archevêque titulaire d'Acelum (de)
- Ramiro Moliner Inglés (17 janvier 2004 - 26 juillet 2008), également archevêque titulaire de Sarda (de)
- George Panikulam (18 décembre 2008 - 14 juin 2014), également archevêque titulaire de Caudium (de)
- Luigi Bianco (10 septembre 2014 - 4 février 2019), également archevêque titulaire de Falerone (de)
- Antoine Camilleri (31 octobre 2019 – 20 mai 2024[2]), également archevêque titulaire de Skálholt (de)